# Llamatron
Llamatron (scritto Llamatron: 2112 nel menù iniziale) è un videogioco per home computer sviluppato da Jeff Minter della software house Llamasoft e distribuito sotto la licenza shareware per Atari ST e Amiga nel 1991 e poi per MS-DOS l'anno successivo. Ispirato a Robotron: 2084, permette di controllare una sorta di lama per fermare un'invasione aliena che minaccia la Terra e salvare gli animali - indicati come "Beasties" - per guadagnare più punti possibili. I giocatori avanzano sconfiggendo tutti i nemici di ogni livello usando un laser, che si attiva automaticamente nella direzione in cui si muovono, e vari power-up.
L'edizione iniziale diffusa per shareware conteneva il gioco completo e una richiesta per registrarsi al programma, dal costo di cinque sterline, qualora l'utente lo avesse apprezzato. A partire dal marzo 1992, almeno ottocento persone lo avevano acquistato, rendendolo insolitamente famoso per il suo tempo e per il suo modello di software. Le recensioni di entrambe le versioni per Atari ST e Amiga furono ampiamente positive: i critici lodarono il gameplay avvincente, gli effetti sonori e il basso prezzo per la registrazione. Minter produsse nel 2011 un remake del gioco per iOS, intitolato  Minotron: 2112 .

## Modalità di gioco
Llamatron è uno sparatutto multidirezionale con prospettiva dall'alto, in cui l'obiettivo è quello di fermare una razza extraterrestre chiamata Zyaxxians che vuole invadere la Terra. Il giocatore controlla l'omonimo personaggio protagonista, che all'inizio di ogni partita viene collocato al centro di uno schermo nero, con i nemici, etichettati come "Grunts", sparpagliati per tutta l'area di gioco. Una volta che il livello inizia, questi iniziano ad attaccarlo. Se lo toccano, il lama perde una vita. Possono essere però distrutti con il laser dell'animale, che si attiva automaticamente verso cui è rivolto. Si possono usare anche un secondo joystick o la tastiera per controllare la direzione del fuoco e tenere premuto il pulsante di accensione per bloccarla indipendentemente dal movimento. Il gioco include modalità che consentono ad un secondo giocatore, oppure ad un "droide" indistruttibile controllato dal computer, di assistere il Llamatron.
Il giocatore guadagna punti distruggendo i nemici e raccogliendo le "Beasties", nome collettivo con il quale vengono indicati lama, capre, pecore e cammelli, posizionati sull'area di gioco all'inizio del livello. Di norma eliminati tutti gli avversari, avanza a quello successivo, ma per certi schemi, noti come "Herd Waves", egli dovrà collezionare anche tutti gli animali. I "Grunts" prendono le più svariate sembianze, trasformandosi in lattine di Coca-Cola, utensili da cucina, ciliegie, personaggi di Space Invaders, Occhi della Provvidenza, televisioni, idranti, Zippy the Pinhead, piante di marijuana ed in cartine Rizla arrotolate. Dei cervelli blu inseguono inoltre le "Beasties" e le trasformano in "Zombeasts", che tenteranno di uccidere il Llamatron.
Altri nemici che si possono poi incontrare sono dei dispositivi indistruttibili che sparano laser ad ampio raggio, dei pesi di 16 tonnellate che tentano di schiacciare il giocatore, dei ricci che esplodono lanciando aculei quando vengono colpiti, dei frattali di Mandelbrot che sparano proiettili e che urlano quando attaccano e un grande water che lancia rotoli di carta igienica. Il videogioco conta esattamente cento livelli, più uno che funge da tutorial.
Come accennato, il giocatore può raccogliere dei potenziamenti, come bombe intelligenti che danneggiano tutti gli avversari, vite extra, scudi dell'invincibilità e cuori che attraggono le "Beasties". Ci sono anche oggetti che fanno rimbalzare i colpi sui muri, che li dividono in tre o che li trasformano in "hot bullets", che infliggono danni maggiori. Il "Warps" aggiunge al punteggio del Llamatron 50.000 punti e gli fa saltare immediatamente cinque livelli, mentre il "bonus Floyd" gli concede punti bonus e ha la forma della copertina dell'album dei Pink Floyd appunto The Dark Side of the Moon. Nella modalità a due giocatori, il punteggio e i power-up sono in comune, così come le vite: ciò significa che se uno dei due muore, entrambi perdono una vita.
Le versioni per Amiga e Atari ST hanno una gran varietà di effetti sonori, ma sono del tutto prive di colonna sonora.

## Sviluppo e pubblicazione
Alla fine degli anni Ottanta, l'autore di videogiochi e fondatore della Llamasoft Jeff Minter volle realizzare una versione «migliore, di più, più bella e più giocabile» di Robotron: 2084 della Williams Electronics. Tuttavia, da quest'idea iniziale egli passò poi a produrre un'opera del tutto nuova, che fu per l'appunto Llamatron. Questa venne distribuita nel 1991, prima per l'Atari ST e poi per l'Amiga, e nel 1992 per il MS-DOS. Il programma venne diffuso tramite la licenza shareware, con il gioco completo da provare disponibile gratuitamente. In caso fosse stato completato e gradito dai giocatori, questi dovevano successivamente registrarvisi per cinque sterline. Al momento della sua uscita per l'Amiga, le persone che compivano quest'operazione ricevevano un altro gioco della Llamasoft, un poster e una newsletter. La sua modalità di pubblicazione venne definita un «esperimento», in quanto non richiedeva l'acquisto del prodotto completo al costo di venticinque sterline, come era prassi comune per la maggior parte dei titoli commercialmente distribuiti né era crippleware che disabilitava alcune funzionalità fino a quando non si fosse effettuata la registrazione.

## Accoglienza

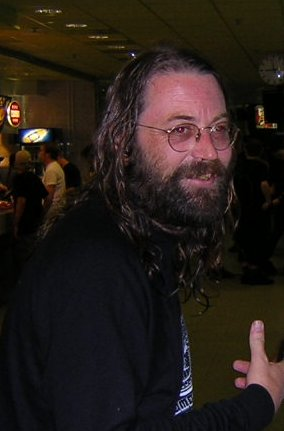
Lo sviluppatore, Jeff Minter (qui all'Assembly 2004).

Llamatron venne accolto in maniera molto positiva dalla critica. Figurò in edizione "cover disk" nel numero di ottobre del 1991 della rivista Amiga Computing, che sintetizzò così il suo parere nella confezione: "«Tutto sommato, il commento più appropriato che si possa fare su Llamatron è che Mr Minter fa straordinari sparatutto.» Amiga Format lo recensì nel settembre dello stesso anno, dandogli una percentuale di gradimento dell'89% ed elogiando il suo «gameplay semplice [che] è veloce e massivamente coinvolgente». Nel complesso, pur menzionando diversi problemi audio e grafici, oltre ad altri occasionali legati alle collisioni, lo consigliò per il suo «superbo valore». Amiga Power, parlandone ad agosto, gli conferì quattro stelle su cinque, criticando la grafica come «un po' ingombra e poco chiara», ma descrivendo il prodotto tutto come «[un] gioco eccellente che merita di essere supportato da chiunque abbia mai pagato 25 sterline per merda e ne è stato deriso». Zero Magazine lo consigliò infine come «un megablast senza fronzoli» nel numero di gennaio del 1992.
Anche la versione per Atari ST di Llamatron venne apprezzata. Scrivendo per ST News, Richard Karsmakers la definì «brillante» per la sua «pura giocabilità, [per il suo] divertimento e altre cose simili che
contano davvero. Intendo una grafica funzionale che è divertente da vedere, intendo una buona sonix che si adatta al gioco, ed intendo un mucchio e un mucchio di gameplay.» Su una scala da 1 a 10, egli diede 7 alla grafica, 8.5 al suono, 9 alla giocabilità e 10 al valore, concludendo con «Meraviglioso! Incredibile! Giocabile!». In una recensione retrospettica del marzo 2007, lo staff del magazine The Inquirer scrisse che il prodotto «senza alcun dubbio [...] è, è stato, e sarà sempre un grande gioco». The A–Z of Atari ST Games di Kieren Hawken gli assegnò un punteggio di 10/10, affermando che «la grafica è fantastica, ma i più grandi complimenti devono andare ai fantastici suoni [sic] digitalizzati [...] è raro che tu possa sentire gli effetti sonori così bene in un gioco dell'Atari ST.»
Nel marzo 1992 Jeff Minter registrò circa ottocento registrazioni al suo gioco, guadagnando quindi quattromila sterline. Aggiungendo a queste l'edizione per Amiga «appena uscita», affermò di aver ricevuto in totale diecimila sterline, «non tanto quanto una versione convenzionale, ma più di quanto potrebbe generare un gioco con [un certo] budget». Questo fu un insolito successo nell'ambito del mercato shareware e in gran parte fu dovuto al fatto che Amiga Computing aveva scelto Llamatron per il suo numero con cover disk. Senza contare che Minter era già popolare per le sue opere precedenti, sviluppate da Llamasoft. Un critico del concetto, tuttavia, osservò che «se si confronta la risposta di poche centinaia con le decine di migliaia di persone che hanno probabilmente giocato al gioco, allora si deduce che una percentuale piuttosto bassa di persone gli hanno effettivamente inviato del denaro».

## Remake
Nel 2011 Minter e Llamasoft realizzarono un remake di Llamatron per iPhone e iPad, Minotron: 2112, simile per modalità di gioco e presentazione, anche se questa volta il giocatore controlla un minotauro. Andrew Bailey del The Register scrisse che «offre un autentico viaggio 8 bit indietro nella memoria» e «potrebbe sembrare una ventata rozza dal passato, ma è anche, fortunatamente, solo una ventata.»